# Juana Azurduy de Padilla
Juana Azurduy Bermúdez (1780–1862) là một nữ lãnh đạo du kích quân sự Bolivia từ tỉnh Rio de la, Bolivia (hiện tại là Sucre, Bolivia) trong cuộc chiến tranh giành độc lập của nhân dân Nam Mỹ chống lại thực dân Tây Ban Nha. Bà được tôn vinh ở cả hai quốc gia Argentina và Bolivia do những công lao và ảnh hưởng của mình trong lịch sử Nam Mỹ.

## Tiểu sử

### Thời kỳ đầu
Tên gốc khai sinh của bà là Juana Azurduy Llanos, sinh ngày 12 tháng 7 năm 1780, tại Sucre, Chuquisaca, Bolivia, tỉnh Río de la Plata. Bà thuộc chủng tộc Mestiza tức là có cả hai dòng máu Tây Ban Nha và bản địa. Cha bà là Don Matías Azurduy, một người gốc Tây Ban Nha da trắng giàu có. Mẹ bà là Doña Eulalia Bermudes, người gốc da đỏ bản xứ đến từ Chuquisaca.
Bà được rửa tội ở La Plata (hiện nay là Sucre, Chuqisaca). Mẹ bà mất sớm khi bà mới lên 7 tuổi. Không lâu sau, cha bà đã bị sát hại bởi một người Tây Ban Nha nhưng kẻ giết người đã trốn thoát. Bà và em gái lớn lên dưới sự giám hộ của người chú họ Petrona Azurduy. Năm 12 tuổi, bà được cho đi học ở Convento de Santa Teresa de Chuquisaca để trở thành một nữ tu Bà có thể nói tiếng Tây Ban Nha và hai ngôn ngữ Nam Mỹ nữa là: Quechua và Aymara.
Tuy nhiên đời sống tu trì không phù hợp với một thiếu nữ tính cách mạnh mẽ như bà. Do tính tình nổi loạn, bà đã bị trục xuất khỏi tu viện vào năm 17 tuổi. Năm 1805, ở tuổi 25, Juana kết hôn với Manuel Ascencio Padilla một người đàn ông đồng cảm với tình yêu nhân dân bản địa ở Bolivia.

### Cuộc đời và sự nghiệp quân sự

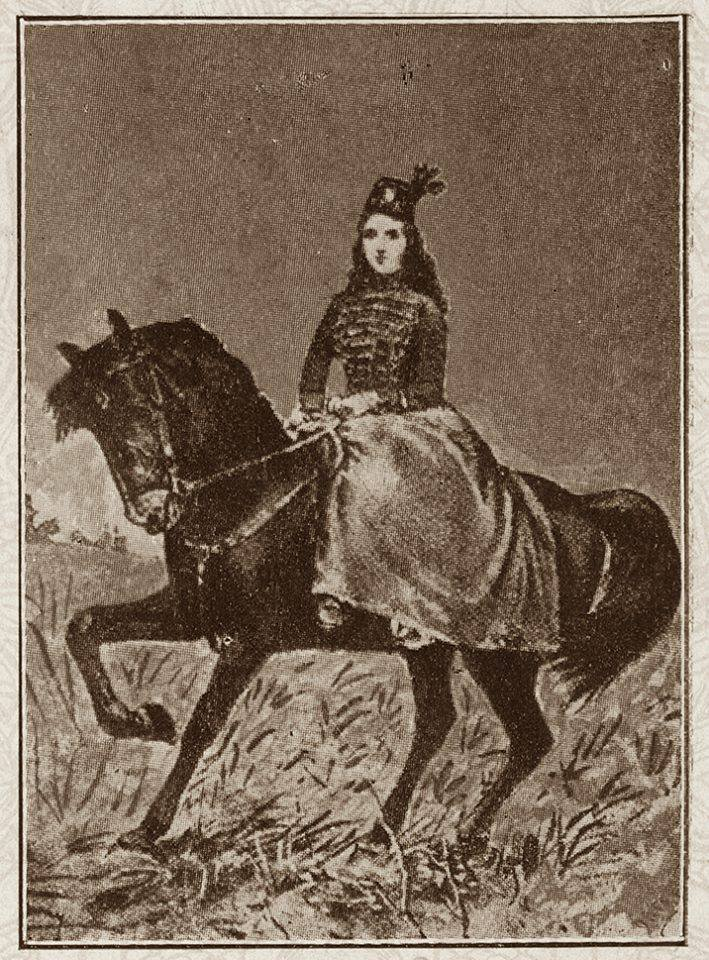
Chân dung Juana Azurduy,không rõ thời gian

Juana Azurduy và chồng cùng tham gia cuộc Cách mạng Chuquisaca nổ ra ngày 25 tháng 5 năm 1809, do Thống đốc Real Audiencia de Charcas, Ramón García de León y Pizarro, khởi xướng. Cuộc nổi dậy kết thúc năm 1810 khi các nhà cách mạng bị đánh bại bởi quân đội hoàng gia của Tổng trấn Phó vương quốc Río de la Plata, Baltasar Hidalgo de Cisneros, do tướng Vicente Nieto chỉ huy. Cuối cùng, người lãnh đạo cuộc nổi dậy bị kết án tù giam và đày ải.
Năm 1811, vợ chồng Padilla tham gia vào Binh đoàn phía Bắc (Ejército del Norte) từ Buenos Aires chống lại quân đội hoàng gia ở vùng Thượng Peru (Alto Perú) và hoạt động dưới sự chỉ huy của các nhà cách mạng Juan José Castelli, Antonio González Balcarce và Eustoquio Díaz Vélez tại các đồn điền của Yaipiri và Yurubamba.
Với chiến thắng ở Chiến trường Huaqui vào ngày 20 tháng 6 năm 1811, quân đội của Phó vương quốc Peru dưới sự chỉ huy của tướng José Manuel de Goyeneche đã giành lại được vùng Thượng Peru. Tài sản của Padilla cùng với lợi tức đã bị tịch thu và Juana Azurduy cùng bốn con trai đã bị bắt giữ dù Padilla có kế hoạch giải cứu họ, ẩn náu ở đỉnh Tarabuco.
Năm 1812, Padilla và Juana Azurduy phục vụ dưới trướng của tướng Manuel Belgrano, chỉ huy mới của Binh đoàn phía Bắc, tuyển mộ được tới 10,000 quân nhân. Trong giai đoạn Éxodo Jujeño, họ hoạt động dưới quyền tướng Díaz Vélez.
Nhờ gia nhập cùng Díaz Vélez ở Potosí vào ngày 17 tháng 5 năm 1813, Juana Azurduy được đoàn tụ cùng Padilla.
Ngày 3 tháng 3 năm 1816, gần Villa, Bolivia, Azurduy chỉ huy 30 kỵ binh tấn công lực lượng La Hera Tây Ban Nha, lấy cờ và tước vũ trang.
Vào ngày 8 tháng 3 năm 1816, lực lượng của bà đã tạm chiếm được Cerro Rico của Potosí, nguồn lực tài chính chính của Tây Ban Nha. Nhờ đó bà đã được phong cấp bậc Trung tá (Teniente Coronel) vào ngày 16 tháng 8 năm 1816, bởi Juan Martín de Pueyrredón, Tổng đốc tỉnh Río de la Plata tại Buenos Aires.
Trong trận chiến La Laguna vào ngày 14 tháng 11 năm 1816, Juana khi đang mang thai đứa con thứ 5 thì bị thương và chồng bà bị sát hại khi đang nỗ lực giải cứu bà. Ông bị quân hoàng gia treo cổ tại Laguna, và Juana lâm vào tình cảnh khó khăn: góa, mang thai và quân đội Hoàng gia kiểm soát lãnh thổ. Sau cái chết của Padilla, Binh đoàn phía Bắc tan rã và Juana bị đày tới vùng Salta. Bà đã tổ chức một nhóm tấn công lấy lại thi thể của chồng.

### Thời kỳ sau
Năm 1821, với sự ra đi của Güemes, bà trở lại Sucre (Chuquisaca) sống trong nghèo khổ. Năm 1825, khi Simón Bolívar đến thăm và chứng kiến cảnh sống nghèo khổ của bà, ông vô cùng bối rối và đã phong bà vào cấp bậc Đại tá (Coronel) cùng với trợ cấp. Sau chuyến viếng thăm, ông đã có chia sẻ với Thống chế Antonio José de Sucre: "Đất nước này không nên đặt tên Bolivia với vinh dự dành cho tôi, mà phải là Padilla hay Azurduy, vì họ đã đem lại tự do cho đất nước."
Bà sống những năm cuối đời trong nghèo khổ. Sau khi qua đời ngày 25 tháng 5 năm 1862, bà được chôn trong một mồ tập thể tại Salta, Argentina.

## Di sản

Cristina Fernández de Kirchner và Evo Morales khánh thành đài tưởng niêm Juana Azurduy ở Buenos Aires, ngày 15 tháng 7 năm 2015.

Khi qua đời, bà đã bị lãng quên trong đói nghèo và chỉ được tưởng nhớ như một vị anh hùng sau hơn một thế kỷ. Hài cốt của bà được khai quật vào 100 năm sau và đặt tại lăng tưởng nhớ công lao của bà tại thành phố Sucre. Tên bà còn dược đặt cho tên của sân bay quốc tế của Sucre cho đến năm 2016.
Ngày 4 tháng 7 năm 2009, Tổng thống Argentina Cristina Kirchner đã ký sắc lệnh truy phong cấp bậc của Juana Azurduy, từ Trung tá lên Tướng quân (general) của quân đội Argentina vì đóng góp của bà trong chiến tranh giành độc lập. Tháng 11 cùng năm, Thượng viện Bolivia cũng thông qua nghị quyết, tôn vinh Juana Azurduy danh hiệu "Libertadora de Bolivia" cùng cấp bậc Thống chế (Mariscal).